# Ziortza-Bolibar
Ziortza-Bolibar – gmina w Hiszpanii, w prowincji Biskaja, w Kraju Basków, o powierzchni 18,5 km². W 2011 roku gmina liczyła 418 mieszkańców.